# Bernhard Verzascha

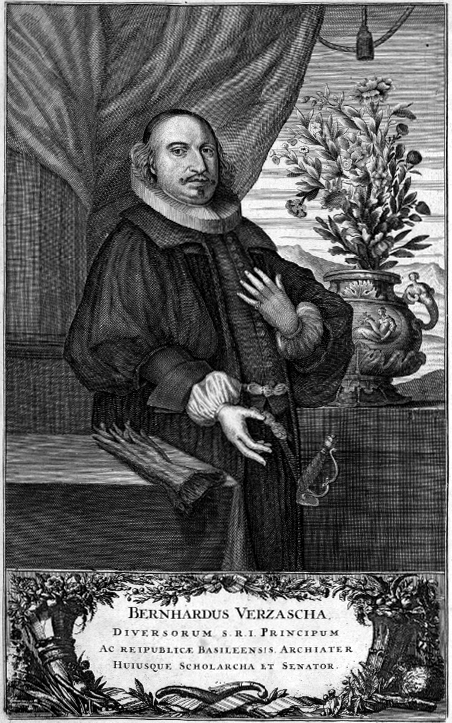
Bernhard Verzascha (1628–1680)

Bernhard Verzascha (* 6. Dezember 1628 in Basel; † 21. Juni 1680 in Basel) war ein Schweizer Arzt.

## Leben
Bernhard Verzascha wurde in Basel als Sohn des Arztes David Verzascha (Warzascha) (1604–1629) geboren. Er studierte dort Medizin und reiste anschließend in Deutschland, in Holland, in England und in Frankreich. 1650 wurde er in Montpellier promoviert. Nach seiner Rückkehr nach Basel wurde er dort Senator, Inspektor der Schulen und Stadtarzt. Bei der Pestepidemie 1668 in Basel soll er durch Verwendung des Heilmittels Diascordium vielen Menschen das Leben gerettet haben.

## Werke
- Bernhardi Verzaschae Exercitatio De Apolexia Et Paralysi. Decker, Basel 1662 (Digitalisat)
- Viri summi Lazari Riverii Medici & Consiliarii Regii inceleberrima Monspeliensium Academia olim Professoris ac Decani amplißimi MEDICINA PRACTICA in succinctum Compendium redacta. Studio & Sumptibus BERNHARDI VERZASCHAE. Jacob Werenfels, Basel 1663 (Digitalisat)
- Bernhardi Verzaschae Scholarchae & Archiatri, OBSERVATIONUM MEDICARUM CENTURIA. Jacob Decker, Basel 1677 (Digitalisat)
- Neu Vollkommenes Kräuterbuch … erstlich an das Tagliecht gegeben von dem Hochgelehrten Herrn Petro Andreae Matthiolo. Darauff mit vielen schönen Figuren vnd andern nutzlichen Artzneyen / zum Vierten mal mit sonderbarem Fleiß außgefertiget / durch den weitberühmten Herrn Ioachimum Camerarium. Jetzund aber als ein neues Werck / dem Edlen Teutschland zu Ehren vnd sonderlichem Nutzen / mit den besten Hauß-Artzney-Mitteln (welche in keinem zuvor in Druck außgegangenen Kräuterbuch zu finden) für innerliche vnd äusserliche Krankheiten verbessert vnd vermehret von Bernhard Verzascha / deß Raths/Deputaten vnd Statt-Artzet zu Basel. … Johann Jacob Decker, Basel 1678  (Digitalisat)